# Напрежение (механика)
Вижте пояснителната страница за други значения на Напрежение.
Напрежението е тензорна физична величина, използвана в механиката, която представлява концентрация на разрезните сили в околност на точка от сечение на натоварено твърдо тяло, което се намира в състояние на статично равновесие. Околността на точката най-лесно се изобразява с елементарен паралелепипед (показан на схемата). Стените на елементарния паралелепипед се наричат площадки. По тях се изобразяват компонентите на напрежението.
При разлагането на вектора напрежение по координатните оси {\displaystyle x,y} и {\displaystyle z} се получават девет компоненти. За прегледност те се подреждат в специална матрица, наречена тензор на напреженията:
{\displaystyle {\begin{bmatrix}\sigma _{xx}&\tau _{xy}&\tau _{xz}\\\tau _{yx}&\sigma _{yy}&\tau _{yz}\\\tau _{zx}&\tau _{zy}&\sigma _{zz}\end{bmatrix}}}
Напреженията, означени с {\displaystyle \sigma }, са перпендикулярни на съответните площадки и се наричат нормални напрежения, като в зависимост от посоката си могат да бъдат опънни или натискови. Напреженията, означени с {\displaystyle \tau }, лежат в съответните площадки и се наричат тангенциални напрежения (също срязващи или хлъзгащи). Компонентите, разположени на един и същи ред лежат в една и съща площадка, а компонентите, разположени в една и съща колона са успоредни на една и съща ос. Нормалните напрежения лежат по главния диагонал. Спрямо главния диагонал матрицата е симетрична.
Напреженията играят важна роля в техниката, тъй като един от основните критерии за рарзрушение на дадена конструкция е надхвърлянето на определени стойности на напреженията в нея, наречени опасни напрежения.
В Международната система единици напреженията се измерват с паскали.